# Megaselia pictella
Megaselia pictella är en tvåvingeart som beskrevs av Rudolf Beyer 1965. Megaselia pictella ingår i släktet Megaselia och familjen puckelflugor. Inga underarter finns listade i Catalogue of Life.